# Eszter Mátéfi
Eszter Mátéfi (n. Eszter László; 14 februarie 1966, în Band, Regiunea Autonomă Maghiară, R.S. România) este o fostă handbalistă medaliată cu bronz la Jocurile Olimpice, în prezent antrenor de handbal.

## Carieră
Mátéfi, sportivă de origine maghiară din Transilvania, și-a început cariera sportivă la CS Mureșul Târgu Mureș, echipă cu care a obținut titlul național în 1988 și două Cupe ale României, în 1987 și 1988. Tot în 1988, handbalista a ajuns cu echipa sa până în semifinalele Cupei Campionilor Europeni, fiind învinsă de Spartak Kiev.
Remarcându-se la echipa de club, Mátéfi a fost apoi selectată și la echipa națională a României, devenind ulterior căpitanul acesteia, titlu pe care l-a deținut până în 1991. Cele mai bune rezultate obținute cu România au fost locul 4 la Campionatul Mondial din 1993 și locul 5 la Campionatul Mondial din 1986. În total, Eszter Mátéfi a jucat pentru echipa de senioare a României în 131 de partide și a înscris 426 de goluri.

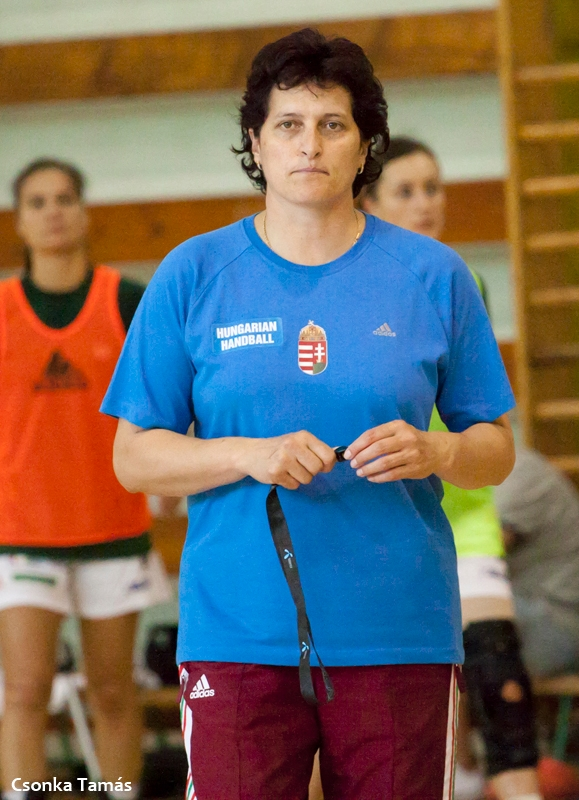
Eszter Mátéfi în tricoul de antrenor al selecționatei Ungariei.

În 1991, CS Mureșul Târgu Mureș s-a desființat din motive financiare, iar handbalista s-a mutat în Ungaria în ianuarie 1992, după ce a semnat un contract cu clubul Debreceni VSC. Între 1993 și 1997 a jucat pentru Győri ETO KC și a fost căpitanul acestei echipe. 
În 1993 a făcut parte pentru ultima dată din echipa României, cu care a participat la Campionatul Mondial. În 1995 a obținut cetățenia ungară și a devenit eligibilă pentru selecția în echipa Ungariei. La prima sa participare la un turneu major în tricoul Ungariei, Mátéfi a câștigat medalia de argint la Campionatul Mondial din 1995. Un an mai târziu, la Olimpiada de la Atlanta, Eszter Mátéfi a câștigat medalia de bronz. Ea a jucat în toate cele cinci partide și a înscris 35 de goluri.
În 1997 a părăsit echipa din Győr și s-a transferat la Dunaferr NK, cu care a obținut cele mai mari succese din cariera ei de club: a câștigat cupa și campionatul Ungariei în 1998 și 1999, Cupa EHF în 1998 și Liga Campionilor EHF în 1999.
În 1998 a obținut diploma de antrenor și, după retragerea din activitatea de handbalistă profesionistă în 1999, Eszter Mátéfi a început să antreneze grupele de juniori la Dunaferr. Ulterior a fost promovată antrenor secund și a început să antreneze și loturile de junioare, apoi de tineret ale naționalei Ungariei. Primul contract de antrenor principal l-a semnat în 2007, cu Békéscsabai Előre NKSE. Echipa, care promovase în prima divizie abia în 2006, a avut rezultate foarte bune sub comanda lui Mátéfi și a terminat campionatul ungar pe locul 4 atât în 2009, cât și în 2010, câștigând astfel dreptul de a evolua în Cupa EHF.
Pe 22 iulie 2009 a fost numită antrenor principal al echipei de senioare a Ungariei, înlocuindu-l pe Vilmos Imre în acest post. Mátéfi a rămas în funcție atât la club, cât și la echipa națională până în luna noiembrie 2010, când Beáta Bohus a preluat postul de antrenor la Békéscsaba pentru a o ajuta să se poată concentra doar pe activitatea internațională a selecționatei maghiare. Totuși, echipa ungară a regresat ușor sub conducerea lui Eszter Mátéfi, terminând pe locul 9 la Campionatul Mondial din 2009 și pe locul 10 la Campionatul European din 2010. Ungaria a fost până la urmă eliminată de Germania în timpul calificărilor pentru Campionatul Mondial din 2011, iar Mátéfi a demisionat pe 12 iunie 2011.
Mátéfi a continuat să antreneze începând din noiembrie 2011, când a fost numită antrenor principal al recent înființatei academii de handbal din Dunaújváros. Un an mai târziu, în iulie 2012, ea a preluat echipa de senioare a Dunaújvárosi Kohász KA. Pe 8 octombrie 2015 a fost înlocuită de antrenorul croat Zdravko Zovko.
În 2016 a devenit director tehnic la Kisvárdai KC. În ianuarie 2018 a părăsit echipa, iar în 2019 fost numită director tehnic al academiei de handbal de la Dunaújváros. A fost concediată în aprilie 2020 din cauza constrângerilor cauzate de măsurile guvernamentale impuse cluburilor în scopul împiedicării răspândirii pandemiei de COVID-19. Presa maghiară a speculat că motivul real ar fi fost mașinațiuni implicând conducerea academiei și un eventual sponsor.

## Palmares

### Cu echipe de club
- Liga Națională
  -  Câștigătoare: 1988
  -  Locul II: 1980, 1987, 1989

- Cupa României:
  -  Câștigătoare: 1987, 1988

- Nemzeti Bajnokság
  -  Câștigătoare: 1998, 1999

- Magyar Kupa:
  -  Câștigătoare: 1998, 1999

- Liga Campionilor EHF:
  -  Câștigătoare: 1999
  - Semifinalistă: 1989

- Cupa EHF:
  -  Câștigătoare: 1998

### Cu echipa națională a Ungariei
- Campionatul Mondial:
  -  Medalie de argint: 1995
- Jocurile Olimpice:
  -  Medalie de bronz: 1996

## Premii individuale
- Cea mai bună marcatoare din Liga Ungară de Handbal: 1994
- Handbalista ungară a anului: 1996